# Parastenocaris leeuweni
Parastenocaris leeuweni is een eenoogkreeftjessoort uit de familie van de Parastenocarididae. De wetenschappelijke naam van de soort is voor het eerst geldig gepubliceerd in 1923 door Menzel.